# Hutt
Os Hutts são uma espécie alienígena na franquia de Star Wars. São criaturas rotundas, vorazes e de aspecto grotesco, semelhantes a lesmas, com uma predisposição para serem líderes do crime organizado. O Hutt mais famoso e o primeiro a ser retratado foi Jabba the Hutt nos filmes O Retorno de Jedi, a edição especial de Uma Nova Esperança (numa cena anteriormente apagada, modificada e reinserida no filme) e A Ameaça Fantasma. Jabba e numerosos outros Hutts aparecem em várias obras do universo expandido de Star Wars, que desenvolve bastante a sua história, cultura e papel na sociedade galáctica.

## Retrato no universo de Star Wars

### Aparições
Um Hutt apareceu pela primeira vez no filme O Retorno de Jedi (1983) e foi desenhado por Phil Tippett. Jabba the Hutt é um senhor do crime que mantém um Han Solo aprisionado como troféu. Mencionado apenas nos lançamentos originais dos dois primeiros filmes de Star Wars, ele reapareceu em uma cena deletada que foi completada para a Edição Especial de Uma Nova Esperança em 1997. Em A Ameaça Fantasma (1999), Jabba aparece ao lado de Gardulla the Hutt, a antiga proprietária do personagem principal Anakin Skywalker e de sua mãe, Shmi Skywalker. Ela é explicada como tendo perdido o Hutt enquanto apostava em uma corrida de pods com o negociante de sucata Watto, e reapareceu no episódio de The Clone Wars "Hunt for Ziro". O filho bebê de Jabba, Rotta, aparece no filme The Clone Wars; outros Hutt aparecem na série. Os Gêmeos se referiam a um irmão e uma irmã Hutt que eram senhores do crime durante a Era da Nova República. Eles eram primos do senhor do crime de Tatooine, Jabba.

### Ecologia
Os Hutts adultos são semelhantes a gastrópodes sem concha em aparência e movimento. Na novelização de O Retorno de Jedi, é mencionado que os Hutts nasceram bípedes, mas suas "pernas traseiras" se fundiram com o tempo devido à falta de movimento. Os hutts têm vida extremamente longa e se reproduzem assexualmente, amamentando seus filhotes em bolsas como as dos marsupiais. Os hutts têm sexos separados no cânone, não sendo mais hermafroditas como eram na continuidade de Legends. De acordo com Legends, todos os membros da espécie são hermafroditas.

### Economia

#### Espaço Hutt
O Espaço Hutt é uma "região autônoma especial" da galáxia de Star Wars, na fronteira entre os Territórios da Orla Média e da Orla Externa, e localizada a leste galáctico dos Mundos Centrais. Abrangia o Aglomerado de Si'Klaata, fazia fronteira com a Hegemonia de Tion e consistia em mil mundos habitados. O Espaço Hutt foi batizado em homenagem à espécie Hutt, que dominava a região.
O Espaço Hutt permaneceu livre do domínio imperial devido ao seu comércio de riqueza, influência e cooperação com as autoridades em Coruscant Imperial. Conhecido como um paraíso de corrupção, pirataria e lar dos elementos de má reputação da galáxia, o Império Galáctico considerava o Espaço Hutt uma "ferida aberta e purulenta" esculpida no espaço imperial.

#### Cartel Hutt
O Cartel Hutt era uma confederação informal de famílias criminosas, elementos mercenários e organizações de fachada. O Cartel Hutt investia financeiramente em todos os empreendimentos ilícitos da Orla Externa, envolvido em contrabando de especiarias, escravidão, jogos de azar, extorsão e caça a recompensas. A natureza desse consórcio proibia qualquer autoridade central forte.

### Cultura

#### Nal Hutta
Os hutts vivem no planeta Nal Hutta, "Joia Gloriosa" em huttês. Nal Hutta é a capital do Espaço Hutt, o império da espécie. A lua principal de Nal Hutta é Nar Shaddaa. Antes do estabelecimento da Velha República, os hutts eram a espécie dominante na galáxia, embora nunca tenham construído um império extenso; em vez disso, seu domínio se concentrava no comércio e em impérios econômicos.

#### Grande Conselho Hutt
O Grande Conselho Hutt é o órgão governante de facto da espécie Hutt e, por extensão, a autoridade máxima em todo o espaço controlado pelos Hutt. O conselho era composto pelos líderes Hutt mais influentes e de alto perfil, e seus membros eram responsáveis pelos assuntos cotidianos do espaço Hutt. Ao lidar com uma potência estrangeira, eles elegem um de seus membros para atuar como "Chefe de Estado". Apesar da pretensão de legitimidade, seu "governo" cleptocrático reflete a natureza corrupta de seus empreendimentos, sendo propenso à instabilidade, já que as famílias Hutt se envolvem em intermináveis guerras sombrias contra seus rivais.

### Língua huttesa
O idioma nativo dos Hutts, o huttês, é a língua franca do crime organizado galáctico.
O idioma é uma língua construída, com muitas palavras inglesas distorcidas, a maioria com as mesmas sílabas do inglês. Diz-se que sua fonologia é baseada na língua quíchua. Os não Hutts também falam huttês, incluindo a Banda Max Rebo, Bib Fortuna e C-3PO.

## Recepção

### Paródias
Devido à aparência iconicamente hedionda de Jabba, a imagem da espécie Hutt tem sido objeto de inúmeras paródias na cultura popular, muitas vezes invocando as criaturas como símbolos de obesidade, gula, ganância e corrupção. Destacam-se o "Pizza the Hutt" do filme Spaceballs, uma paródia de Star Wars, a representação de Peter Griffin no episódio de Family Guy "He's Too Sexy for His Fat" e a representação de Sally Struthers no episódio de South Park "Starvin Marvin in Space".